# J.R.R. Tolkien's The Lord of the Rings
J.R.R. Tolkien's The Lord of the Rings, a video chiamato anche Lord of the Rings Vol. I, è un videogioco di ruolo tratto da Il Signore degli Anelli, creato nel 1990 dalla Interplay Productions e pubblicato per Amiga e MS-DOS. Versioni per i computer giapponesi FM Towns e PC-98 vennero edite dalla StarCraft Inc.
Nel 1992 uscì il seguito J.R.R. Tolkien's The Lord of the Rings Vol II: The Two Towers (ma non per Amiga).
Inoltre nel 1994 la Interplay pubblicò un J.R.R. Tolkien's The Lord of the Rings: Volume 1 per Super Nintendo, ma piuttosto differente dal gioco per computer.

## Trama
La trama del videogioco ripercorre la storia de Il Signore degli Anelli di Tolkien, e più precisamente la sua prima parte, La Compagnia dell'Anello.
Frodo, un Hobbit della Contea, possiede un Anello maledetto appartenuto a Sauron, potente signore del male, sconfitto molti anni prima. Tuttavia, egli non ancora del tutto distrutto; semplicemente non ha un corpo, ma il suo spirito continua ad esistere poiché è legato all'Anello che gli donava i suoi enormi poteri.
Per riavere il suo corpo dovrà riprendersi il suo anello e con i suoi poteri mentali, manderà intere legioni di orchi per riappropriarsi del suo anello.
L'Hobbit, per impedire che ciò accada, dovrà distruggere l'Anello nell'unico modo possibile: gettarlo nella lava di Monte Fato, il vulcano che sovrasta Mordor, l'antico regno di Sauron.

## Modalità di gioco
Il sistema di gioco di Lord of the Rings è quello di un gioco di ruolo in tempo reale con visuale dall'alto. La struttura è simile a quella di The Legend of Zelda, con un'ambientazione zeppa di mostri, tesori, missioni e oggetti da recuperare.
Il giocatore, dopo un filmato di apertura, prende il controllo di Frodo Baggins, "reclutando" man mano i vari membri della Compagnia. Il videogioco può essere completato seguendo la storia originale, ciò nonostante esistono alcune quest secondarie per intrattenere il giocatore. Il mondo circostante è caratterizzato sia da personaggi presenti nella storia originale che non; l'interazione con i personaggi è portata avanti attraverso la digitazione di domande da parte del giocatore, quest'ultimo è anche in grado di potenziare i vari personaggi della Compagnia cambiando oggetti o scoprendo nuove abilità. Il gioco include un ciclo giorno/notte nel quale alcuni nemici possono trarre benefici.